# Ragged Glory
| 전문가 평가                   | 전문가 평가 |
| 평가 점수                     | 평가 점수   |
| 출처                          | 점수        |
| ----------------------------- | ----------- |
| AllMusic                      | [ 4 ]       |
| Chicago Tribune               | [ 5 ]       |
| Encyclopedia of Popular Music | [ 6 ]       |
| Entertainment Weekly          | A–          |
| Los Angeles Times             | [ 8 ]       |
| MusicHound Rock               | 4/5         |
| Rolling Stone                 | [ 10 ]      |
| The Rolling Stone Album Guide | [ 11 ]      |
| Spin Alternative Record Guide | 8/10        |
| The Village Voice             | A–          |

《Ragged Glory》는 캐나다의 싱어송라이터 닐 영의 열여덟 번째 스튜디오 음반이자 미국의 록 밴드 크레이지 호스와 함께한 여섯 번째 음반이다. 1990년 9월 9일, 리프리즈 레코드에 의해 발매되었다.

## 녹음
1990년 4월, 영의 브로큰 애로우 목장에서 《Ragged Glory》 세션이 열렸다. 밴드는 하루에 두 번 몇 주 동안 일련의 노래를 연주한 다음 (한 세트에서 같은 노래를 반복하지 않음) 돌아가서 듣고 가장 좋은 테이크를 선택했다. 영에 따르면, 이 접근법은 "세션 동안 게임에서 '분석'을 배제하고, 호스가 생각을 하지 못하게 했다"고 한다.

## 작곡 및 작사
이 음반은 이전에 《Everybody Knows This Is Nowhere》와 《Zuma》에서 탐구했던 헤비 록 스타일을 다시 다룬다. 처음 두 곡인 〈Country Home〉과 〈White Line〉은 원래 1970년대에 영과 크레이지 호스가 작사, 작곡하고 라이브로 공연한 곡이다. 〈Farmer John〉은 1960년대 R&B 듀오 돈 앤 듀이가 작사, 작곡하고 공연한 곡으로, 브리티시 인베이전 그룹 서쳐스와 개러지 밴드 프리미어즈도 공연했다.  영은 〈Days that Usen Be〉가 밥 딜런의 〈My Back Pages〉에서 영감을 받았다고 밝혔다. 이 음반에는 연장된 기타 잼이 많이 수록되어 있는데, 두 곡이 10분 이상 뻗어 있다.
엔딩 곡인 〈Mother Earth (Natural Anthem)〉는 포크 곡 〈The Water Is Wide〉의 선율을 사용한다.

## 곡 목록
모든 곡들은 특별한 언급이 없는 한 닐 영에 의해 작사/작곡하였다.
| #   | 제목                              | 작사·작곡            | 재생 시간 |
| --- | --------------------------------- | -------------------- | --------- |
| 1.  | 〈Country Home〉                  |                      | 7:05      |
| 2.  | 〈White Line〉                    |                      | 2:57      |
| 3.  | 〈Fuckin' Up〉                    | 영, 프랭크 삼페드로  | 5:54      |
| 4.  | 〈Over and Over〉                 |                      | 8:28      |
| 5.  | 〈Love to Burn〉                  |                      | 10:00     |
| 6.  | 〈Farmer John〉                   | 돈 해리스, 듀이 테리 | 4:14      |
| 7.  | 〈Mansion on the Hill〉           |                      | 4:48      |
| 8.  | 〈Days That Used to Be〉          |                      | 3:42      |
| 9.  | 〈Love and Only Love〉            |                      | 10:18     |
| 10. | 〈Mother Earth (Natural Anthem)〉 |                      | 5:11      |